# تپه چیابرز کوچک
تپه چیابرز کوچک مربوط به دوره اشکانیان - دوره ساسانیان است و در شهرستان گیلانغرب، بخش مرکزی، دهستان حومه، ۶۰۰ متری غرب روستای علیرضاوندی واقع شده و این اثر در تاریخ ۲۶ اسفند ۱۳۸۷ با شمارهٔ ثبت ۲۵۵۲۵ به‌عنوان یکی از آثار ملی ایران به ثبت رسیده است.